# Helenoconcha pseustes
Helenoconcha pseustes foi uma espécie de gastrópodes da família Charopidae.
Foi endémica da Santa Helena (território).